# Stanley (film)
Stanley è un film del 1972 diretto e prodotto da William Grefé.

## Trama
Tim Ockopee, un indiano Seminole veterano del Vietnam, utilizza i serpenti che alleva per vendicarsi dei suoi aguzzini. Tra questi vi è il suo serpente più affezionato, nonché il più aggressivo, un crotalo di nome Stanley.

## Produzione
Il regista William Grefé ha presentato il film al capo della Crown International, Red Jacobs, dopo il successo del film Willard e i topi (1971). Grefé dichiarò nel marzo 1972 di aver avuto l'idea del film dopo aver avuto un incubo sui serpenti. Il film è stato girato interamente negli Evergaldes e negli Ivan Tors Studios di Miami, in Florida.
Il cast include Chris Robinson, apparso in altri film girati in Florida, come Charcoal Black (1972) e Thunder County (1974).
Un articolo sul Daily Variety affermava che William Loos aveva scritto la colonna sonora del film, ma  nei titoli di coda viene accreditata solo la Post Production Associates. 

## Distribuzione
Il lungometraggio fu proiettato per la prima volta a Los Angeles il 24 maggio 1972.
Nel 2022 è uscita la versione in formato Blu-ray.

## Accoglienza
Stanley è stato descritto da Brian Albright come: "uno dei progetti horror di maggior successo di Grefé".